# 特里斯皮諾斯 (加利福尼亞州)
特里斯皮諾斯（英語：Tres Pinos）是位於美國加利福尼亞州聖貝尼托縣的一個人口普查指定地區。

## 地理
特里斯皮諾斯的座標為36°47′54″N 121°19′16″W / 36.79833°N 121.32111°W，而該地最高點為海拔高度162米（即531英尺）。

## 人口
根據2010年美國人口普查的數據，特里斯皮諾斯的面積為9.316平方千米，均為陸地。當地共有人口476人，而人口密度為每平方千米51人。